# کلودیو چیپلتی
کلودیو چیپلتی (ایتالیایی: Claudio Cipelletti؛ زادهٔ ۱۹۶۲) یک کارگردان اهل ایتالیا است.